# Nazionale maschile di rugby a 15 della Spagna
La nazionale spagnola di rugby a 15 (in spagnolo Selección de rugby de España) è la selezione maschile di rugby a 15 che rappresenta la Spagna in ambito internazionale; opera sotto la giurisdizione della Federación Española de Rugby. Soprannominata el XV del León (il XV del Leone), è attiva dal 1929, anno in cui disputò il suo primo incontro internazionale, allo stadio del Montjuïc di Barcellona contro l'Italia (all'esordio anch'essa), vinto 9-0. 
La Spagna ha partecipato ad una coppa del mondo, nel 1999, e partecipa regolarmente al Campionato europeo per Nazioni di rugby, dove è attualmente inserita nella 1ª divisione. Nel 2018 e nel 2022 venne squalificata dai mondiali per aver schierato giocatori non eleggibili.
Al 16 giugno 2024 la squadra occupa la 19ª posizione del ranking World Rugby.

## Palmarès
- Coppa FIRA : 1
1996-97

## I Tour
- 1930 Germania ed Italia
- 1931 Marocco

## Giocatori

### Giocatori importanti
Il giocatore con più cap della squadra iberica è Francisco Puertas Soto, di ruolo estremo, che ne ha totalizzati 93 e ha partecipato all'unico mondiale disputato dal XV del Leone nel 1999. Il giocatore con più mete realizzate è César Sempere con 22 marcature e Esteban Roque Segovia è il giocatore con più punti realizzati (270).